# Tseycum
Tseycum (W̱SIḴEM, Tsehump, Tsehum, Tsekum, Tse-kun, Tsekun; službeni naziv Tseycum First Nation), jedno od plemena salishan Indijanaca s juga kanadskog otoka Vancouver iz skupine Songish, uže skupine Saanich (Sanetch, W̱SÁNEĆ). U prošlosti su bili poznati pod imenom Tsehump, a danas kao Tseycum, što na dijalektu saanich (SENĆOŦEN) speluje kao Wsikem a znači Land of Clay,
Poglavica i plemensko vijeće bira se svake dvije godine. Populacija im iznosi 198 (2021), od toga 98 na vlastitom rezervatu Union Bay Indian Reserve No.4. na jugu Vancouvera.